# Daniel Bång
Pour les articles homonymes, voir Bang.
Daniel Bång (né le 19 avril 1987 à Kista en Suède) est un joueur professionnel suédois de hockey sur glace. Il évolue au poste d'ailier.

## Biographie

### Carrière en club
Formé au Kista HC, il rejoint les équipes de jeunes de l'AIK IF puis découvre l'Allsvenskan en 2006. L'équipe est promue en Elitserien en 2010. Le 1er juin 2012, il signe un contrat avec les Predators de Nashville de la Ligue nationale de hockey. Il est assigné aux Admirals de Milwaukee dans la Ligue américaine de hockey. Il joue son premier match dans la LNH le 9 avril 2013 avec les Predators face aux Blues de Saint-Louis. Le 31 août 2013, le Lausanne HC, club suisse de LNA annonce son arrivée.
Après une commotion cérébrale début 2015, il n'a plus joué jusqu'à la fin de son contrat au printemps 2016.

### Carrière internationale
Il représente la Suède au niveau international.

## Statistiques
| Saison    | Équipe                 | Ligue       |    | Saison régulière | Saison régulière | Saison régulière | Saison régulière | Saison régulière |   | Séries éliminatoires | Séries éliminatoires | Séries éliminatoires | Séries éliminatoires | Séries éliminatoires |
| Saison    | Équipe                 | Ligue       | PJ | B                | A                | Pts              | Pun              | PJ               | B | A                    | Pts                  | Pun                  |                      |                      |
| 2005-2006 | AIK IF                 | Allsvenskan | 1  | 0                | 0                | 0                | 0                | -                | - | -                    | -                    | -                    |                      |                      |
| 2006-2007 | AIK IF                 | Allsvenskan | 44 | 6                | 11               | 17               | 50               | -                | - | -                    | -                    | -                    |                      |                      |
| 2007-2008 | AIK IF                 | Allsvenskan | 37 | 7                | 7                | 14               | 26               | -                | - | -                    | -                    | -                    |                      |                      |
| 2008-2009 | AIK IF                 | Allsvenskan | 38 | 20               | 9                | 29               | 65               | 9                | 3 | 0                    | 3                    | 27                   |                      |                      |
| 2009-2010 | AIK IF                 | Allsvenskan | 48 | 14               | 17               | 31               | 86               | 10               | 5 | 1                    | 6                    | 6                    |                      |                      |
| 2010-2011 | AIK IF                 | Elitserien  | 40 | 5                | 7                | 12               | 82               | 6                | 2 | 2                    | 4                    | 0                    |                      |                      |
| 2011-2012 | AIK IF                 | Elitserien  | 50 | 8                | 10               | 18               | 30               | 12               | 3 | 3                    | 6                    | 0                    |                      |                      |
| 2012-2013 | Admirals de Milwaukee  | LAH         | 53 | 9                | 13               | 22               | 21               | 3                | 0 | 0                    | 0                    | 0                    |                      |                      |
| 2012-2013 | Predators de Nashville | LNH         | 8  | 0                | 2                | 2                | 2                | -                | - | -                    | -                    | -                    |                      |                      |
| 2013-2014 | Lausanne HC            | LNA         | 47 | 14               | 14               | 28               | 39               | 7                | 4 | 2                    | 6                    | 2                    |                      |                      |
| 2014-2015 | Lausanne HC            | LNA         | 30 | 6                | 5                | 11               | 18               | -                | - | -                    | -                    | -                    |                      |                      |